# Henry Bradley (pilote)
Pour les articles homonymes, voir Henry Bradley et Bradley.
Henry Bradley Unzueta Jr., né en 1940 à Lima, et mort le 7 avril 2016, est un pilote de rallyes péruvien.

## Biographie

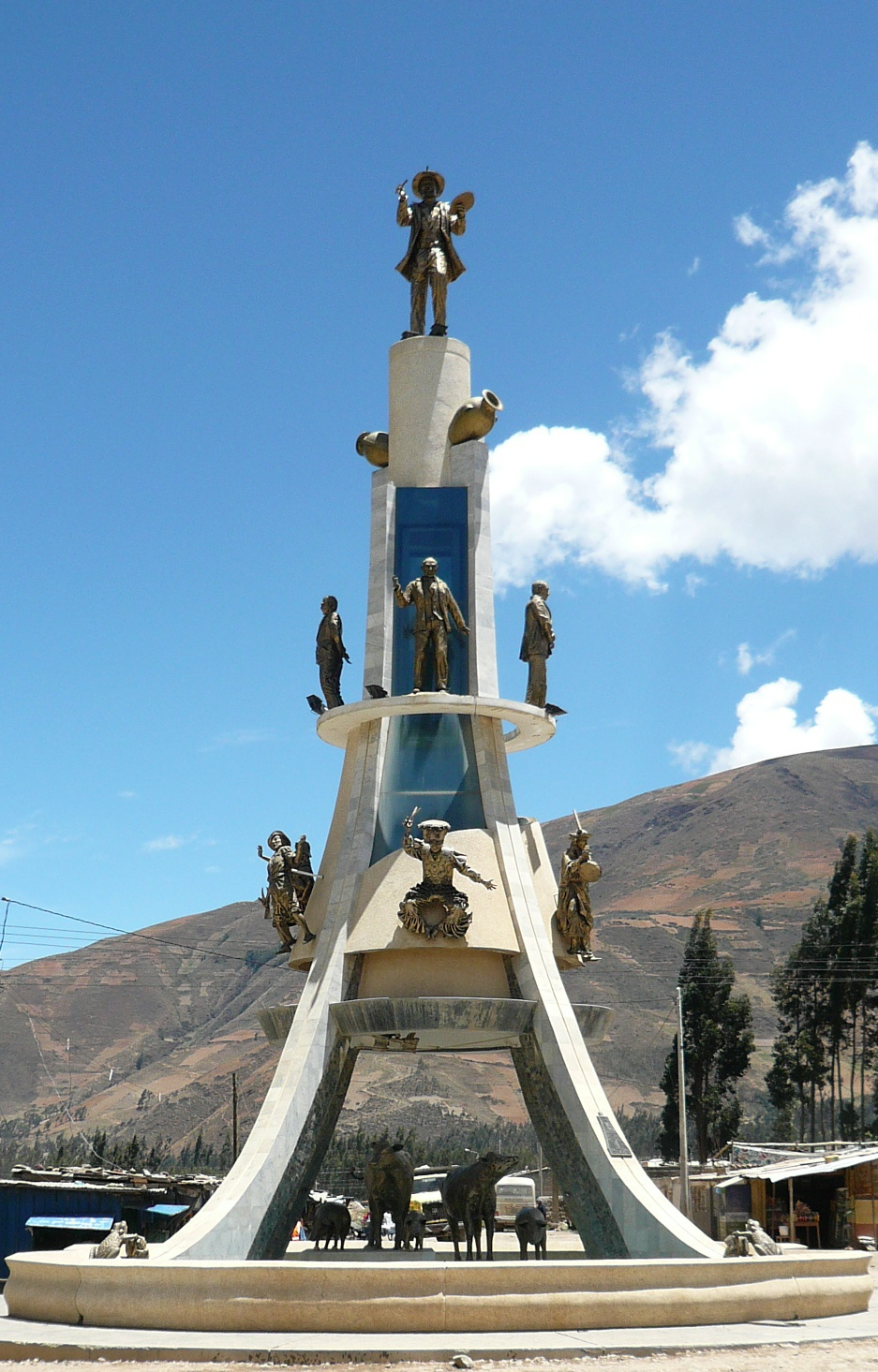
Óvalo de la cultura tayacajina, sur la route Huancayo - Ayacucho du rallye des Incas.

Il est le fils de Henry Bradley Barnett, lui-même pilote automobile et directeur de courses dans les années 1920.
Ses propres débuts en compétitions remontent au 8 décembre 1961, lors du Grand-Prix du Nord-Pérou (Sullana – Tumbes – Sullana), déjà 3e du classement général.
Bradley est le recordman absolu du nombre de victoires, étalées sur plus de 20 ans, dans le rallye du "Chemin des Incas" péruvien, successivement sur Volvo (122S, copilote Oscar Vidaurre), Mercedes, Ford et Toyota. Hommage lui a été d'ailleurs rendu lors de la 40e édition de l'épreuve en 2006.
Il a participé durant près de quatre années à la création de celle-ci, avec Nicky Alzamora et l'Automóvil Club péruvien.
L'étape la plus sélective est celle de Ayacucho - Cusco. La distance totale parcourue est de l'ordre de 3 000 kilomètres.
Il possède une école de conduite péruvienne, par laquelle sont passés la plupart des pilotes nationaux, et il a donné, désormais, son nom au circuit du district de Santa Rosa, où Ernesto Jochamowitz-Endesby fit ses toutes premières armes.

## Palmarès
- Septuple vainqueur du Rallye Chemins de l'Inca, en 1966 (sa toute première victoire en compétition), 1968, 1970, 1976, 1979 (avec 2 min 36 s d'avance sur son suivant immédiat), 1980 et 1988 (record absolu);
- Grand-Prix du Président de la République du Pérou: 1976, 1978 et 1982;
- Vainqueur du Tour d'Amérique du Sud en 1978 en classe C, sur Toyota Corona avec son compatriote Peter Kube pour copilote;
  - Participation au Grand-Prix d'Argentine en 1962.